# Castri di Lecce
Castri di Lecce ist eine südostitalienische Gemeinde (comune) mit 2732 Einwohnern (Stand 31. Dezember 2023) in der Provinz Lecce in Apulien. Die Gemeinde liegt etwa 13,5 Kilometer südöstlich von Lecce im mittleren Salento.

## Geschichte
Auf dem Gemeindegebiet befinden sich noch drei erhaltene Menhire. Erwähnt wird die Gemeinde urkundlich erstmals 1190. Die Gemeinde wurde in zwei Orte, Castrifrancone und Castriguarino, geteilt bzw. stand seit Anfang des 14. Jahrhunderts unter der Herrschaft zwei verschiedener Häuser. Seit 1891 sind beide Orte wieder vereinigt.

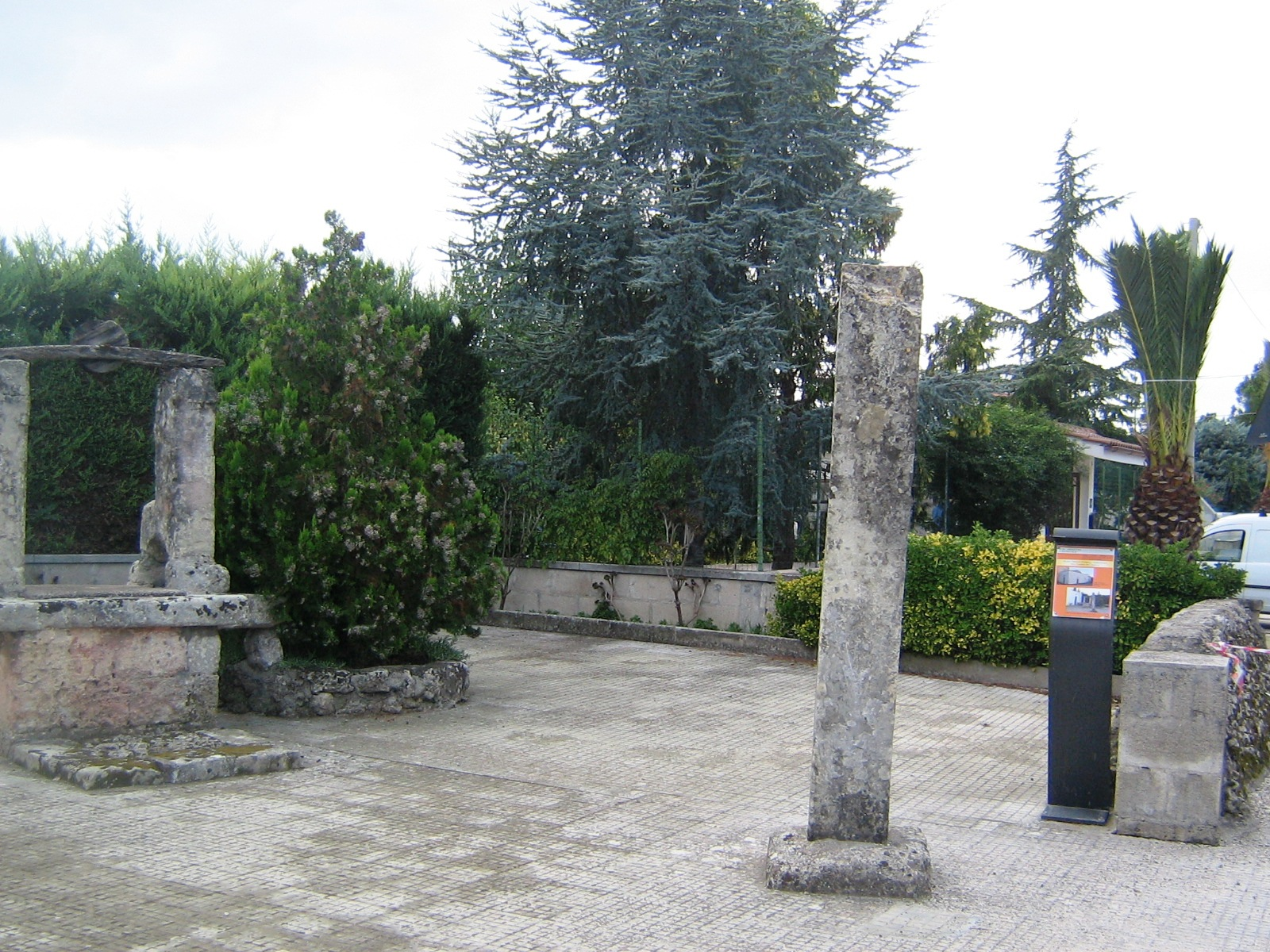
Menhir

## Persönlichkeiten
- Adriano Barbano (1923–1985), Theater- und Filmregisseur